# دی متیل-۴-فنیل ان دی آمین
دی متیل-۴-فیل ان دی آمین  (به انگلیسی: Dimethyl-4-phenylenediamine) با فرمول شیمیایی C8H12N2 یک ترکیب شیمیایی با شناسه پاب‌کم 24553 است. که جرم مولی آن ۱۳۶٫۱۹۴۲۸ گرم بر مول می‌باشد. 